# Avia B-34
De Avia B-34 (ook wel bekend als B.34) is een Tsjechoslowaaks dubbeldekker-jachtvliegtuig gebouwd door Avia. Het was het eerste ontwerp dat František Novotný voor Avia tekende. De eerste vlucht van de B-34 vond plaats op 2 februari 1932. Slecht veertien stuks zijn er van de B-34 gebouwd.
De B-34 was een geheel metalen vliegtuig, met een staartwiel. Over de hoofdwielen waren van gestroomlijnde kappen voorzien. Het eerste prototype onderging in het voorjaar van 1932 series van testen, dit leidde tot een hele reeks aanpassingen; vooral de staart en de beplating van de motor werden behoorlijk onder handen genomen.

## Versies
- B-34/1: Het productiemodel van de B-34.
- B-34/2: Het tweede prototype, met een Avia Rr-29 stermotor, maar het heeft nooit gevlogen. Het werd wel bij de Tsjechoslowaakse luchtmacht aangeboden als B-234. Later werd dit toestel uitgerust met een zuigermotor kreeg het opnieuw een andere registratie toegewezen, dit keer als B-534-1.
- B-334: Een aangepaste versie met een Gnome et Rhône 9K Mistral motor, dit type kwam nooit verder dan de tekentafel.
- B-444: Een aangepaste versie met een Armstrong Siddeley Panther motor, dit type kwam nooit verder dan de tekentafel.

## Specificaties
- Bemanning: 1, de piloot
- Lengte: 7,25 m
- Spanwijdte: 9,40 m
- Hoogte: 2,92 m
- Vleugeloppervlak: 23,9 m2
- Leeggewicht: 1 305 kg
- Volgewicht: 1 730 kg

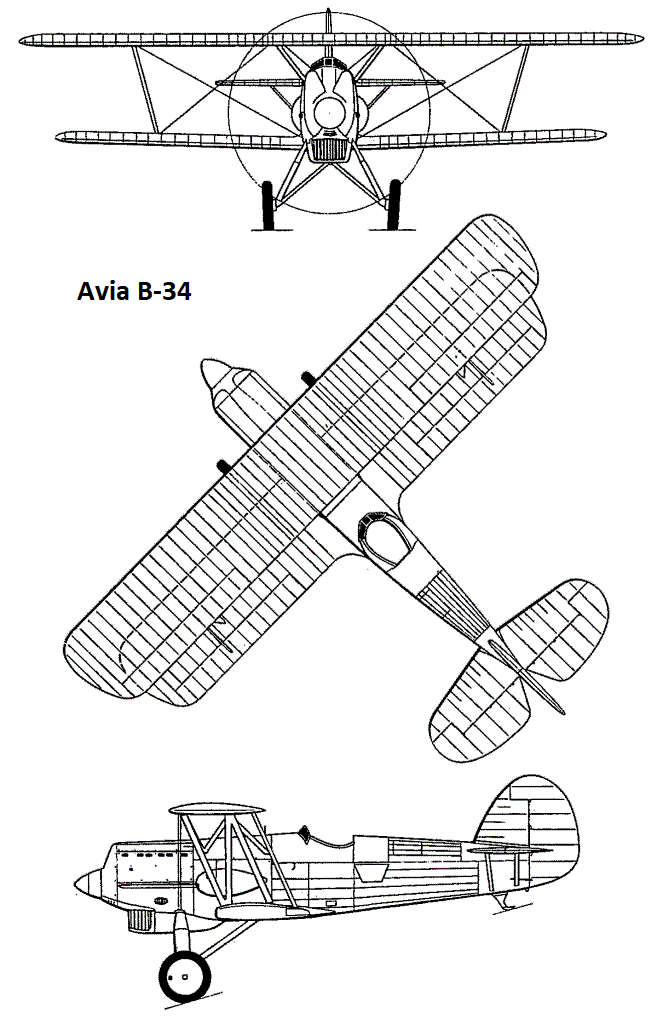

- Motor: 1× Avia Vr-30 V8, 570 kW (760 pk)
- Maximumsnelheid: 315 km/h
- Vliegbereik: 600 km
- Plafond: 7 000 m
- Klimsnelheid: 3,7 m/s
- Bewapening: 2× vooruit vurende 7,92 mm Ckm wz.30 machinegeweren

## Gebruikers
- Tsjechoslowakije
  - 3e Tsjechoslowaaks Regiment - 12 B-34/1’s